# ヴィクトール・バルタール

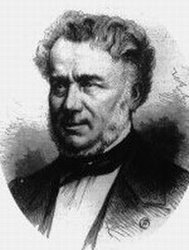
ヴィクトール・バルタール

ヴィクトール・バルタール（Victor Baltard, 1805年6月9日 - 1874年1月13日）は、フランスの建築家。
父の元で建築の修行をした後、エコール・デ・ボザールに学ぶ。1833年にローマ大賞、ローマから帰国後1844年に早速アトリエ開設、1856年までアトリエ・パトロンをつとめた。
旧パリ中央市場の設計を委託されて、当初は石の建築案を作成するが採光が良くなく重々しく、時のナポレオン3世に工事中止を命じられ、その結果鉄骨の名建築を生み出すが、エクトール・オローから自作の盗作と非難される。また、ビサンチン風ドームを載せたサン・ド・ギュータン教会も、内部空間にも鉄骨を大胆に用いているが、この建築についても古典主義を奉ずる建築家からオーダーを踏まえていないと批判をうけ、中央市場を賛辞したデュクらのゴシック派にまで、石と鉄骨の統合が不完全だと攻撃されている。

## 代表作
- パリ中央市場、パリ、1852年から1866年
- サン・ド・ギュータン教会、パリ、1866年
- スクレタン市場、パリ、1866年